# Вуковарский десант
Вуковарский десант — тактический десант частей 68-го стрелкового корпуса РККА и 12-го Воеводинского корпуса Народно-освободительной армии Югославии (НОАЮ), высаженный 8—10 декабря 1944 года кораблями Дунайской военной флотилии в ходе советско-югославского наступления на Сремском фронте 3—15 декабря 1944 года.

## План операции
В начале декабря 1944 года в ходе Будапештской наступательной операции войска 3-го Украинского фронта (командующий Маршал Советского Союза Ф. И. Толбухин) вели наступление в районе венгерско-югославской границы, обеспечивая с юга поддержку войск на направлении главного удара. На Дунае с наступавшими войсками тесно взаимодействовала Дунайская военная флотилия и части НОАЮ.
В период с 17 по 20 ноября командующий 3-м Украинским фронтом маршал Ф. И. Толбухин и Верховный главнокомандующий НОАЮ И. Броз Тито договорились в Белграде о проведении совместного наступления на Сремском фронте силами 68-го стрелкового корпуса 3-го Украинского фронта, 1-го гвардейского укрепрайона и Дунайской военной флотилии, а также войск 1-го Пролетарского и 12-го Воеводинского корпусов НОАЮ.
Начиная с 3 декабря, советские и югославские войска, преодолевая ожесточённое сопротивление немецко-усташско-домобранских войск, освободили Ердевик, Илок, Опатовац, Шид, Товарник и ещё ряд населённых пунктов, но были остановлены 7 декабря на линии Сотин — Оролик — Оток. В такой ситуации командующий 3-м Украинским фронтом маршал Толбухин приказал 7 декабря 1944 года штабам 68-го корпуса и Дунайской военной флотилии провести во взаимодействии с 1-м Пролетарским и 12-м Воеводинским копусами десант у города Вуковар 8 декабря 1944 года.
По плану операции десант должен был высадиться в районе Вуковара, занять город, перерезать прибрежное шоссе и оттянуть на себя силы противника, тем самым облегчая задачу прорыва немецко-усташско-домобранской обороны на Сремском фронте. Одновременно войска 68-го стрелкового корпуса 3-го Украинского фронта и 1-го Пролетарского корпуса Народно-освободительной армии Югославии (НОАЮ) должны были той же ночью прорвать оборону противника на направлении Сотин — Вуковар, к рассвету обойти город с юго-запада и соединиться с десантом.
По оценкам штаба 5-й Воеводинской бригады, в районе высадки десанта силы немецкой корпусной группы «Кюблер» составляли около 300 человек, находившихся в городе Вуковар, а также ещё по 100 человек в населённых пунктах Борово и Сотин. Однако эти сведения были неточными, так как в секторе Сотин — Вуковар располагались части противника численностью свыше двух усиленных полков. В районе Сотина дислоцировалась усиленная боевая группа «Тернер» и подразделения боевой группы «Циммерманн». В Вуковаре находился 668-й запасной батальон 118-й егерской дивизии, 812-й охранный батальон, жандармские и усташско-домобранские подразделения.

## Высадка десанта
В десант были выделены 305-й батальон морской пехоты флотилии (командир майор Д. Д. Мартынов), 8 отдельный гвардейский пулемётно-артиллерийский батальон (командир гвардии подполковник С. А. Маричев) из состава 1-го гвардейского Николаевского Краснознаменного укрепленного района 3-го Украинского фронта, стрелковый батальон из состава 431-го стрелкового полка, 5-я Воеводинская бригада 36-й Воеводинской дивизии НОАЮ (командир майор Павле Капичич). В состав десанта входили 2237 бойцов, 8 орудий, 8 миномётов, 35 станковых и 33 ручных пулемётов, 28 противотанковых ружей. Высадку производили катера 2-й бригады речных кораблей (11 бронекатеров). Руководство десантной операцией осуществлял командующий флотилией вице-адмирал С. Г. Горшков.
Подход кораблей и высадка десанта были внезапными для противника. В 6:30 8 декабря 1944 года началась высадка десантников. Вскоре после перехвата десантом шоссе к месту боя выдвинулась немецкая танковая колонна. В тяжёлом бою были подбиты 4 немецких танка. Затем части десанта ворвались в Вуковар. В тяжёлом ночном бою была занята значительная часть города, захвачены ещё 2 исправных танка. Был создан плацдарм в 3 километра по фронту и в 2 километра в глубину.
Однако наступавшие на сухопутном фронте войска после первоначального продвижения были остановлены противником и не смогли прорваться к Вуковару. По приказу командования десант перешёл к обороне. Против него были брошены превосходящие силы противника — до 70 танков и самоходных орудий, более 5000 солдат. Основные бои разгорелись на примыкающих к реке флангах, где противник пытался отрезать десант от Дуная. Здесь большую помощь бойцам оказали корабли флотилии — их действия огнём поддерживали 9 бронекатеров и 4 миномётных катера (с смонтированными на них реактивными установками «катюша»). Кроме того, при высадке и в ходе сражения десант поддерживали артиллерийским огнём береговые батареи флотилии из-за Дуная (в составе десанта имелось несколько корректировщиков огня с рациями) — 16 орудий.
Всего было отражено до 20 атак. Вечером 9 декабря 11 немецких танков прорвали оборону и вклинились в боевые порядки бойцов. К тому времени все орудия и большинство противотанковых ружей десанты были уничтожены в бою. Десантники понесли большие потери, возникла угроза полной гибели десанта. Ввиду неудачного наступления сухопутных войск по предложению командующего флотилией десант был снят с плацдарма к утру 10 декабря. Эвакуация десанта происходила под огнём противника и под прикрытием артиллерии Дунайской флотилии. Тем не менее, десант был вывезен кораблями флотилии на левый берег Дуная в полном составе. Потери в бою составили 527 человек погибшими (в том числе 87 человек из состава 8-го гвардейского опаб 1-го гвардейского УР), около 1200 (в том числе 520 раненых) были эвакуированы
. Потери в кораблях составили 2 бронекатера (БК-338, БК-321) потопленными вражеской артиллерией и 3 повреждёнными. Среди экипажей катеров Дунайской флотилии было 10 погибших и 14 раненых. Была потеряна вся артиллерия десанта, почти все миномёты и ПТР. 5-я Воеводинская бригада потеряла 161 человека убитыми, 20 человек пропавшими без вести и 308 человек ранеными. Отчёт немецкой корпусной группы «Кюблер» содержит следующие данные о потерях противника (то есть — советских и югославских войск): подсчитано 248 человек убитыми и 75 пленных, в том числе 4 офицера, а также 2 перебежчика.
По советским данным, в ходе боя уничтожено более 900 солдат противника (в плен были захвачены 62 немецких солдата и  4 офицера, которые были расстреляны), подбито и сожжено 15 танков. Огнём бронекатеров и артиллерии поддержки уничтожено ещё 6 танков, подавлен огонь 4 артиллерийских и 1 миномётной батарей.
Десантная операция не привела к успеху ввиду неудачного наступления сухопутных войск. Тем не менее, действия кораблей и десантников были организованы правильно, что позволило им трое суток вести тяжёлый бой с превосходящим врагом и устойчиво оборонять занятый плацдарм. В бою личный состав советских и югославских частей продемонстрировал массовый героизм и стойкость.
За мужество и героизм в этой операции 7 красноармейцам и морякам присвоено звание Героя Советского Союза. Несколько сотен бойцов были награждены советскими и югославскими орденами.
Вуковар был освобождён только в апреле 1945 года, причём и тогда катера Дунайской флотилии высаживали здесь десант.

## Оценки итогов операции
Согласно заключению авторов книги «Сремский фронт 1944—1945», советские и югославские бойцы в течение 2-х дней и 3-х ночей непрерывных ожесточённых боёв на Вуковарском плацдарме, без сна и отдыха, полностью выполнили свою боевую задачу. Причина ликвидации плацдарма была обусловлена тем, что 68-й стрелковый корпус в ходе тяжёлого сражения за Вуковар не успел вовремя ввести в бой свою 223-ю стрелковую дивизию. Поэтому сил 52-й стрелковой дивизии и 3-й Воеводинской бригады было недостаточно, чтобы обеспечить прорыв немецкой обороны на направлении Сотин — Вуковар.  

### Комментарии
1. ↑  Корпусная группа «Кюблер» создана 12 ноября 1944 года с целью обеспечения обороны немецкого Сремского фронта. В её состав включили 1-ю горнопехотную дивизию, 117-ю егерскую дивизию, 118-ю егерскую дивизию и другие немецкие и усташско-домобранские части. Группа была названа по имени возглавившего её генерал-лейтенанта Йозефа Кюблера[нем.]. 12 декабря 1944 года группа расформирована, а её части вошли в состав 34-го армейского корпуса[8][9][10].
2. ↑  По донесению командира 68-го стрелкового корпуса, десант потерял 207 человек убитыми и 294 ранеными[13].